# Liste der Wappen im Landkreis Sächsische Schweiz-Osterzgebirge
Diese Liste zeigt die Wappen der Gemeinden im Landkreis Sächsische Schweiz-Osterzgebirge in Sachsen.

Wappen des Landkreises Sächsische Schweiz-Osterzgebirge
Lage des Landkreises Sächsische Schweiz-Osterzgebirge in Sachsen
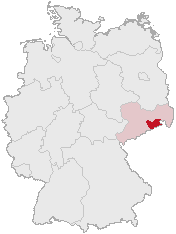
Lage des Landkreises Sächsische Schweiz-Osterzgebirge in Deutschland

Folgende Gemeinden führen kein Wappen:
- Rosenthal-Bielatal

## Wappen der Städte und Gemeinden

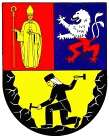
Stadt Altenberg
Stadt Bad Gottleuba-Berggießhübel
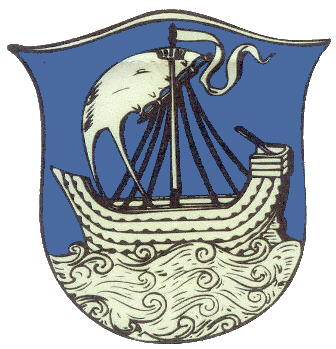
Stadt Bad Schandau
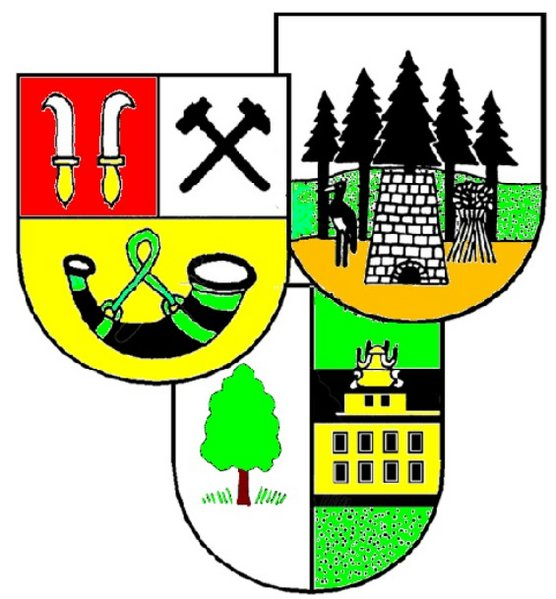
Gemeinde Bahretal
Gemeinde Bannewitz
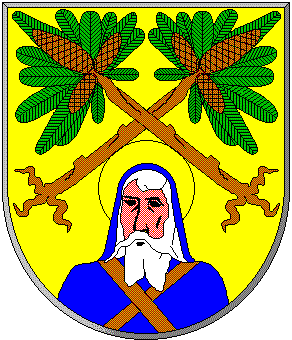
Stadt Dippoldiswalde
Gemeinde Dohma
Stadt Dohna
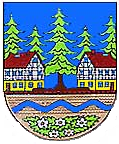
Gemeinde Dorfhain
Gemeinde Dürrröhrsdorf-Dittersbach
Stadt Freital
Stadt Glashütte
Gemeinde Gohrisch
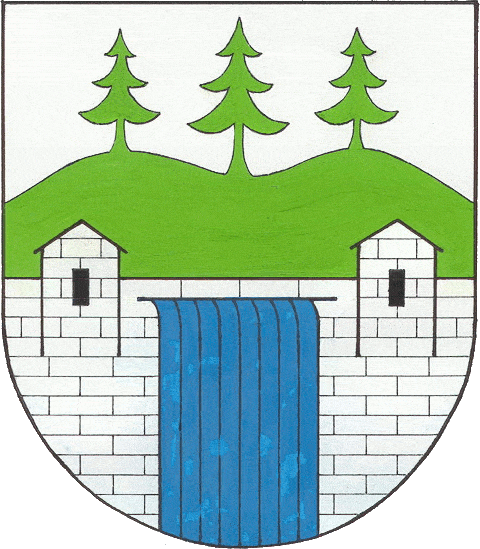
Gemeinde Hartmannsdorf-Reichenau
Stadt Heidenau
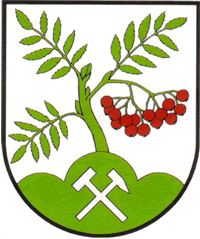
Gemeinde Hermsdorf/Erzgeb.
Stadt Hohnstein
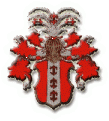
Gemeinde Klingenberg
Stadt Königstein
Gemeinde Kreischa
Stadt Liebstadt
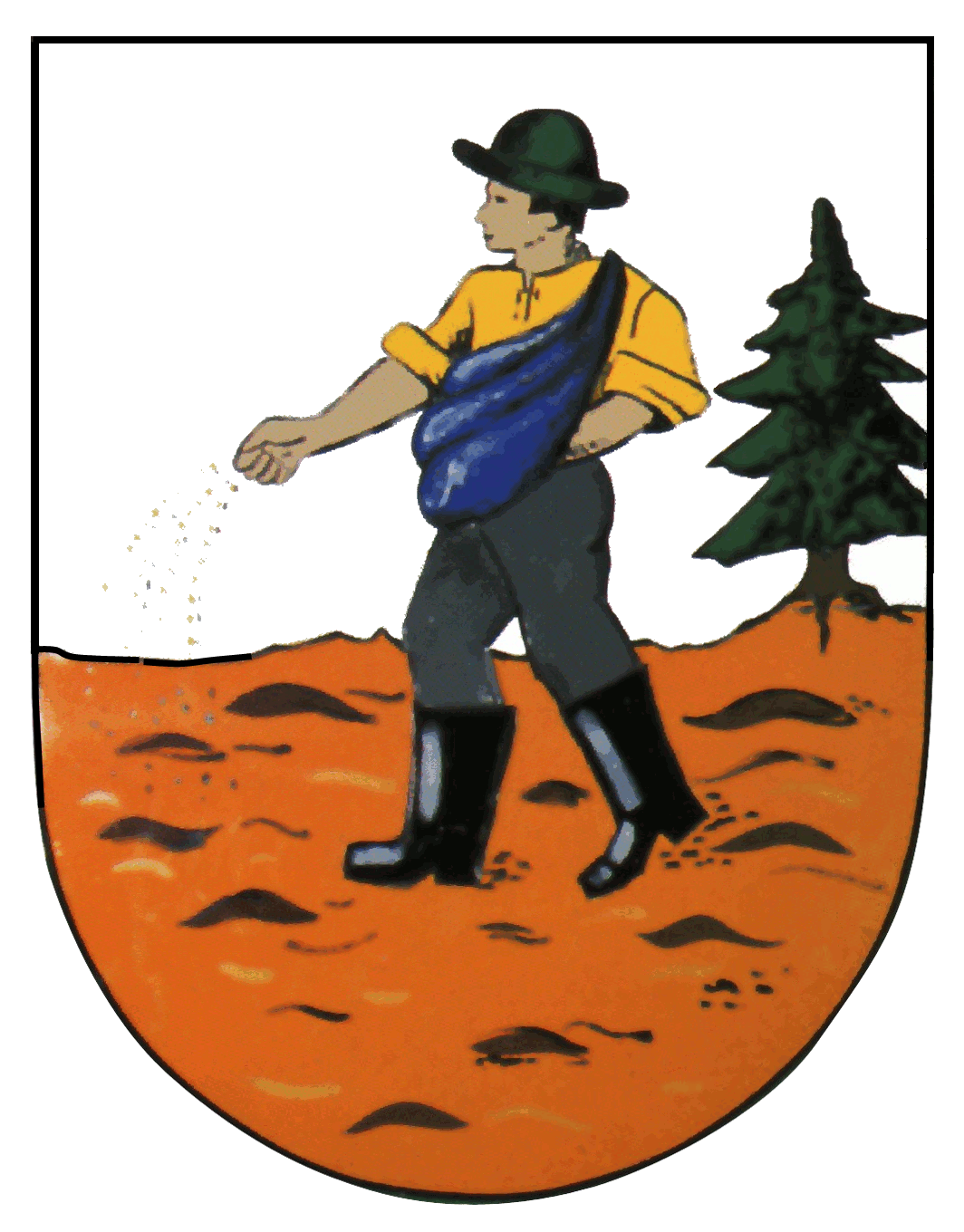
Gemeinde Lohmen
Gemeinde Müglitztal
Stadt Neustadt in Sachsen
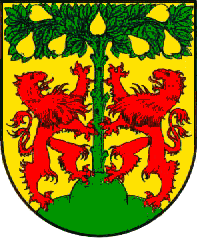
Stadt Pirna
Stadt Rabenau
Gemeinde Kurort Rathen
Gemeinde Rathmannsdorf
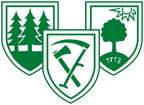
Gemeinde Reinhardtsdorf-Schöna
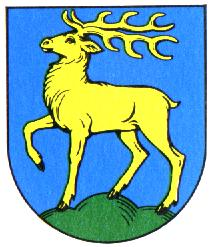
Stadt Sebnitz
Stadt Stadt Wehlen
Stadt Stolpen
Gemeinde Struppen
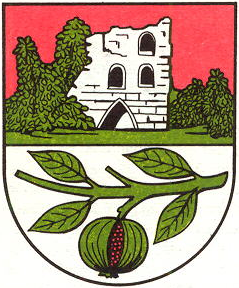
Stadt Tharandt
Stadt Wilsdruff

## Wappen ehemals selbständiger Gemeinden

Bad Gottleuba
Bärenstein
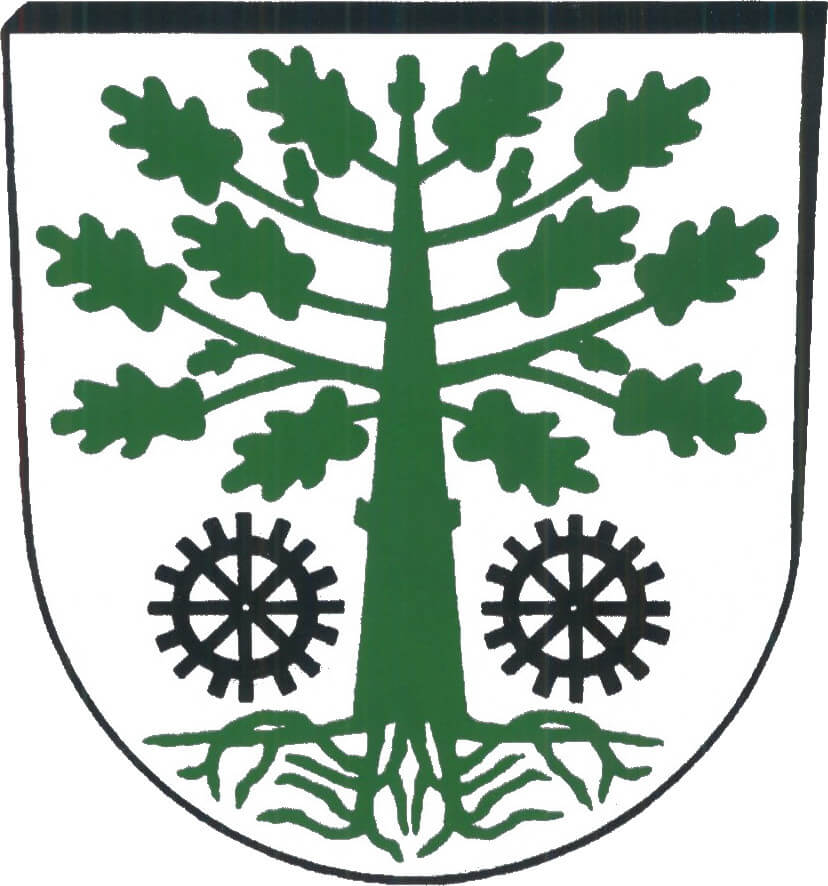
Beerwalde
Berggießhübel
Blankenstein
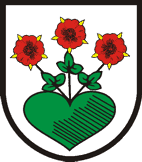
Braunsdorf
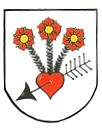
Colmnitz
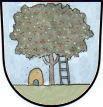
Elbersdorf
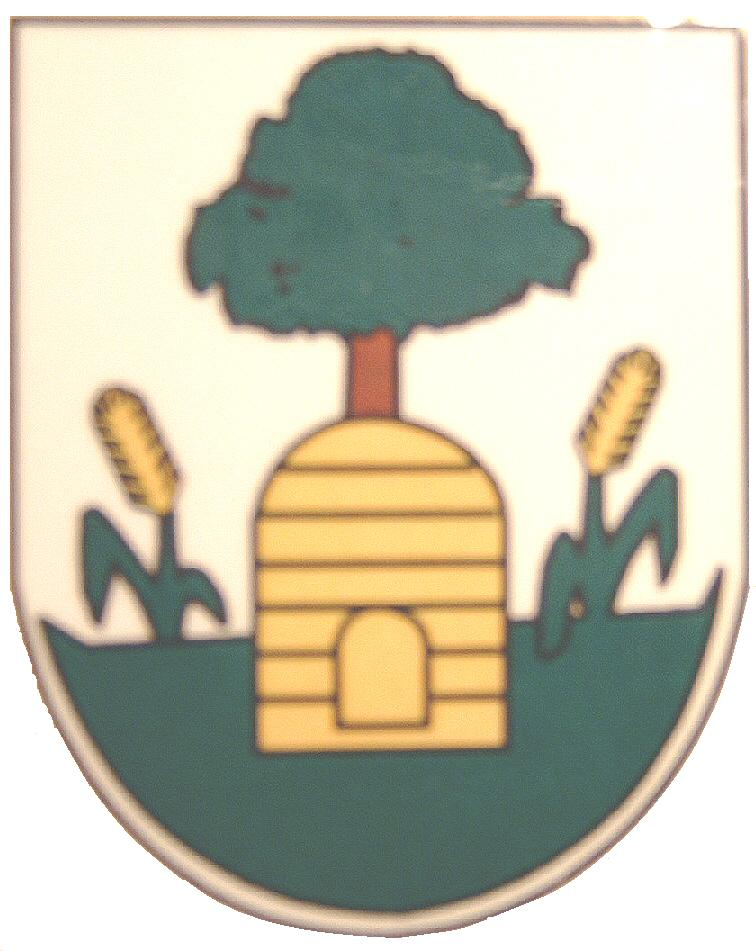
Fördergersdorf
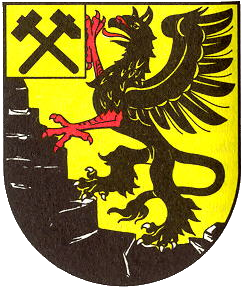
Geising
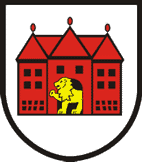
Grumbach
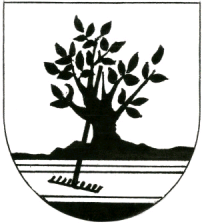
Hänichen
Herzogswalde
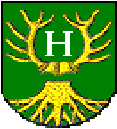
Hohwald (Sachsen)
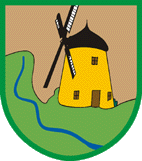
Kaufbach
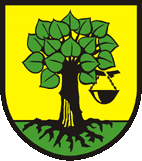
Kesselsdorf
Kleinopitz
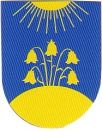
Klingenberg
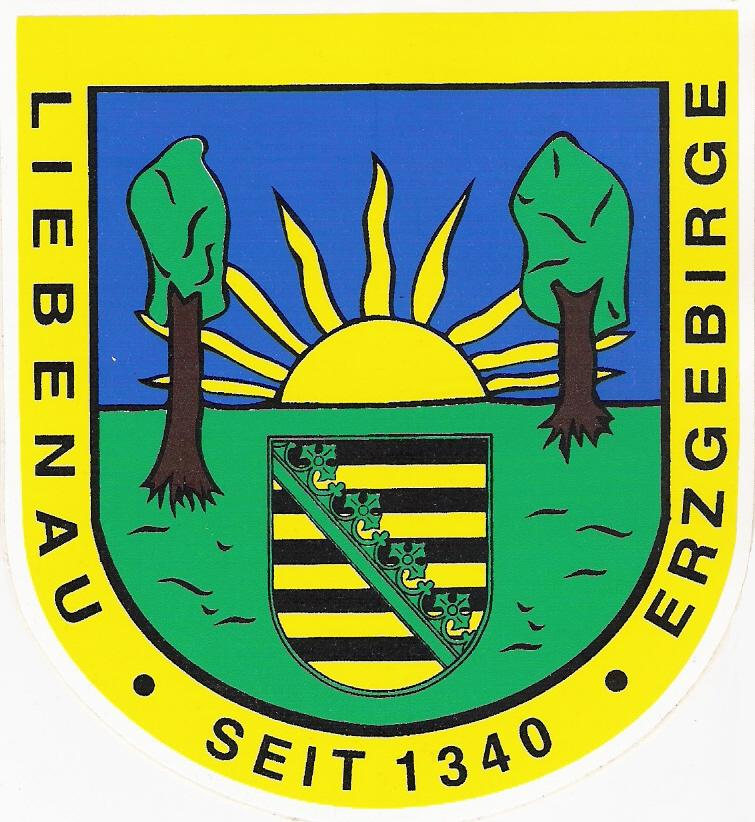
Liebenau
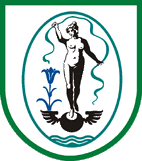
Limbach
Mohorn
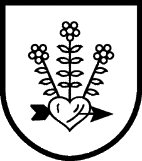
Oberhermsdorf
Pesterwitz
Pohrsdorf
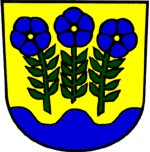
Pretzschendorf
Reinhardtsgrimma
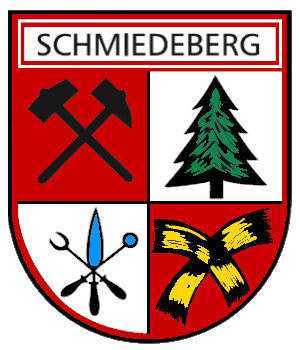
Schmiedeberg
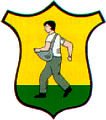
Stürza
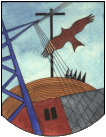
Wünschendorf

## Wappen der ehemaligen Landkreise

Wappen des Landkreises Sächsische Schweiz
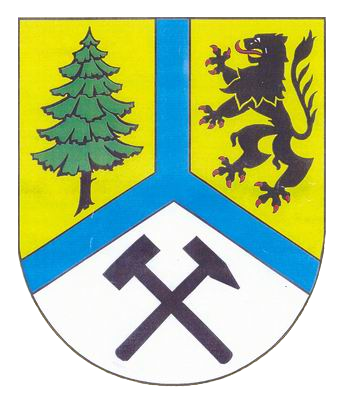
Wappen des Weißeritzkreises

## Ehemalige Wappen

Gemeinde Dohma